# Felix Kroos
Felix Kroos (ur. 12 marca 1991 w Greifswaldzie) – niemiecki piłkarz występujący na pozycji pomocnika lub napastnika w niemieckim klubie 1. FC Union Berlin.

## Kariera
Kross rozpoczął swoją karierę w klubie Greifswalder, z którego latem 2002 roku trafił do Hansy Rostock. 28 stycznia 2009 roku Kross zadebiutował w pierwszym zespole w spotkaniu Pucharu Niemiec przeciwko Wolfsburgowi. Został wprowadzony na boisko w 69. minucie tego meczu za Sebastiana Svärda. Po spadku Hansy do III ligi Kross zdecydował się opuścić klub i 15 czerwca 2010 roku podpisał trzyletni kontrakt z Werderem Brema. 24 listopada 2010 r. zadebiutował w Lidze Mistrzów przeciwko Tottenhamowi Hotspur.

## Statystyki
Aktualne na dzień 14 maja 2011 roku.
| Klub             | Sezon   | Liga    | Liga | Puchar Niemiec | Puchar Niemiec | Puchary europejskie | Puchary europejskie | Ogólnie | Ogólnie |
| Klub             | Sezon   | Występy | Gole | Występy        | Gole           | Występy             | Gole                | Występy | Gole    |
| ---------------- | ------- | ------- | ---- | -------------- | -------------- | ------------------- | ------------------- | ------- | ------- |
| Hansa Rostock II | 2008/09 | 8       | 1    | -              | -              | -                   | -                   | 8       | 1       |
| Hansa Rostock    | 2008/09 | 16      | 0    | 1              | 0              | -                   | -                   | 17      | 0       |
| Hansa Rostock II | 2009/10 | 18      | 3    | -              | -              | -                   | -                   | 18      | 3       |
| Hansa Rostock    | 2009/10 | 11      | 0    | 0              | 0              | -                   | -                   | 11      | 0       |
| Werder Brema     | 2010/11 | 5       | 0    | 0              | 0              | 1                   | 0                   | 6       | 0       |
| Ogólnie          | Ogólnie | 53      | 4    | 1              | 0              | 0                   | 0                   | 54      | 4       |

## Sukcesy

### Indywidualne
- Talent roku w Meklemburgii-Pomorzu Przednim: 2007[4]
- Medal Fritza Waltera: Brąz w 2009 (U-18)[a][5]

## Życie prywatne
Felix jest młodszym bratem zawodnika Realu Madryt i reprezentacji Niemiec, Toniego Kroosa.